# Doberschau

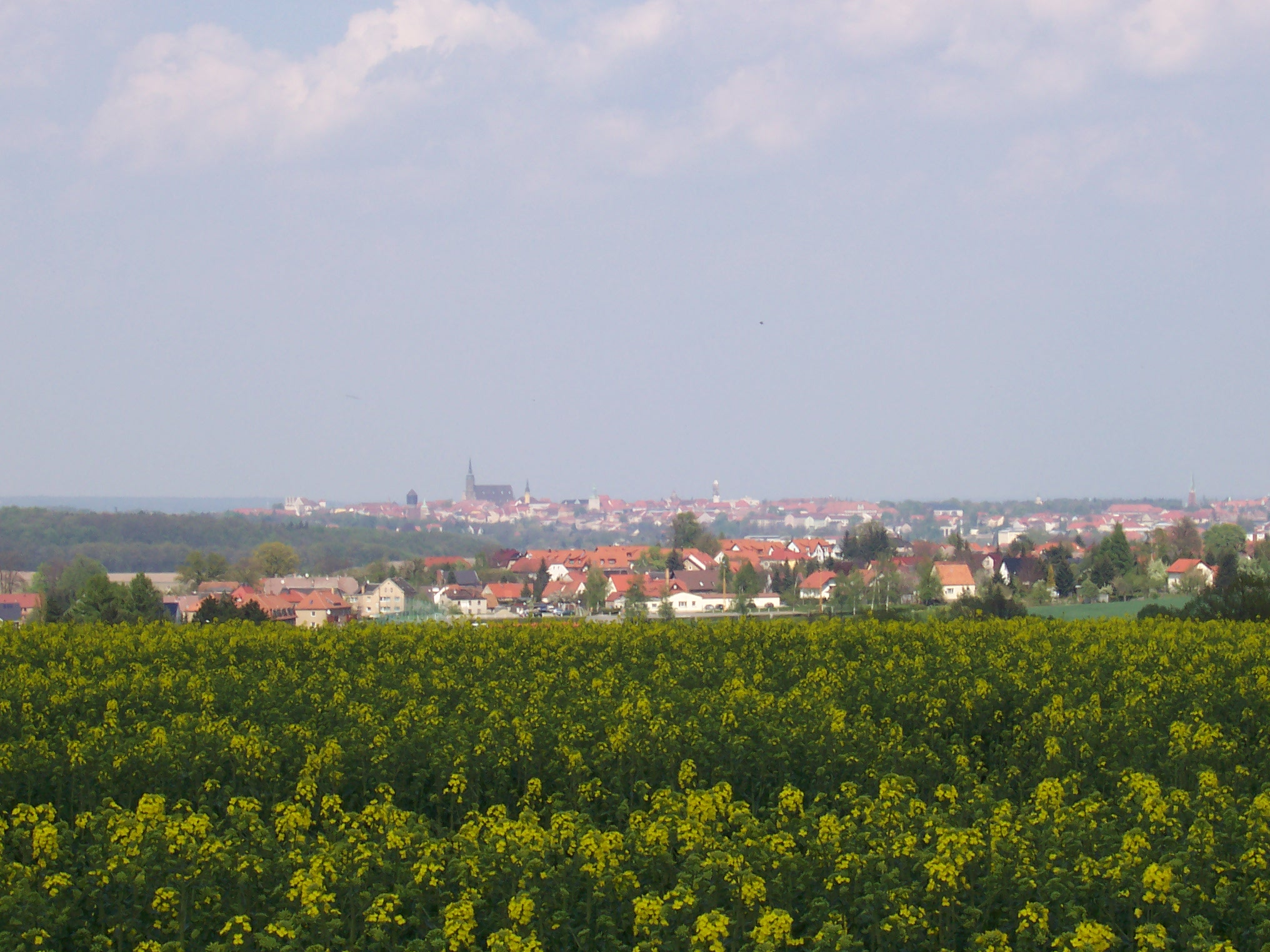
Blick über Doberschau zum nahegelegenen Bautzen

Doberschau, obersorbisch Dobrušaⓘ, ist ein Ort im Süden des Landkreises Bautzen in Ostsachsen und mit fast 1200 Einwohnern größter Ortsteil der Einheitsgemeinde Doberschau-Gaußig. Der Ort liegt in der Oberlausitz und zählt zum Siedlungsgebiet der Sorben.

## Geografie
Der Ort befindet sich etwa drei Kilometer südwestlich der Großen Kreisstadt Bautzen und zwei Kilometer östlich des Gemeindesitzes Gnaschwitz. Nach der Siedlungsform ist Doberschau zusammengesetzt aus der alten Gutssiedlung am Osthang des Spreetals und einem im Laufe der Zeit erweiterten Platzdorf oberhalb davon. Das umgebende Gelände ist hügelig und wird vom tief eingeschnittenen Tal der Spree zerschnitten. Es fällt nach Nordosten, in Richtung Bautzen, hin ab. Doberschau liegt etwas höher als die Umgebung im Bereich von 220 bis 240 m NN.
Die Nachbarorte sind Preuschwitz im Nordosten, Singwitz im Süden, Schlungwitz im Südwesten, Techritz im Westen und Grubschütz im Nordwesten.

## Geschichte

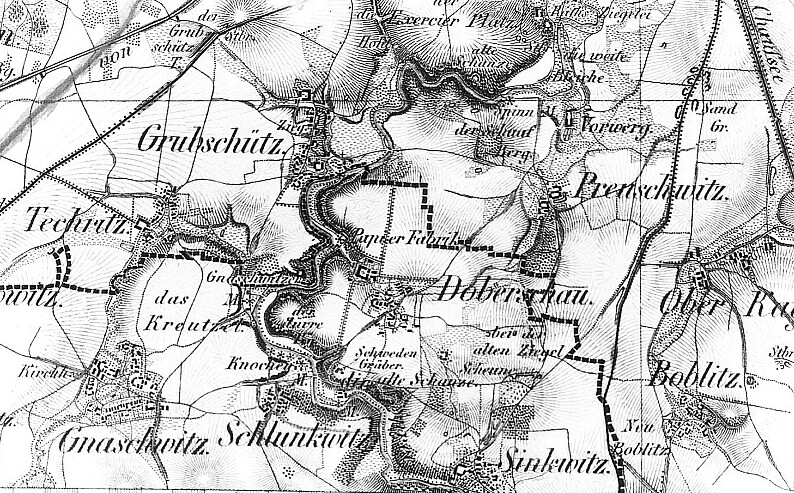
Karte von Oberreit mit Doberschau, von 1844–46

Südlich des heutigen Ortes, am Steilhang des Spreetals, finden sich die Überreste einer frühen slawischen Wallburg, der Doberschauer Schanze, die aufgrund ihrer Größe im Verteidigungssystem der Milzener vermutlich eine wichtige Rolle spielte und später von den Deutschen als Burgward genutzt wurde. Umstritten ist jedoch, ob mit dem castellum Trebista, welches 1007 erstmals urkundlich erwähnt wird, die Doberschauer Burg gemeint ist. Ungeachtet dessen feierte der Ort im Jahre 2007 sein tausendjähriges Bestehen.
Doberschau selbst wird 1241 in der Oberlausitzer Grenzurkunde erstmals als Burgward Dobrus oder Dobirus genannt. Zu dieser Zeit gehörte es zum Besitz des Bistums Meißen, dessen Grenze in unmittelbarer Ortsnähe verlief. Anders als seine Nachbarorte Grubschütz und Preuschwitz zählte es daher nicht zum böhmischen Land Budissin (der späteren Oberlausitz), war aber dennoch grenzübergreifend nach Bautzen eingepfarrt. 1559 kam Doberschau gemeinsam mit dem gesamten Amt Stolpen der Meißner Bischöfe zum Kurfürstentum Sachsen – fast 80 Jahre eher als Bautzen und der Rest der Oberlausitz.
Der vermutlich vom altsorbischen Personennamen Dobroš („der Gute“) abgeleitete Ortsname veränderte sich während dieser Zeit über Dobrusch (1430), Dobirsch (1487) und Doberscha (1559) zur heutigen Form, die erstmals 1768 verzeichnet ist.
Noch bis ins 19. Jahrhundert wurde Doberschau weiter von Stolpen aus verwaltet, seitdem befindet sich der Ort im Bautzener Kreis. Von 1839 bis 1994 bestand die Gemeinde Doberschau, die sich später um die Ortsteile Preuschwitz (1936) und Grubschütz (1. Juli 1950) erweiterte. Am 1. Januar 1994 wurden die Gemeinden Gnaschwitz und Doberschau zu Gnaschwitz-Doberschau vereinigt. Mit dem Zusammenschluss mit Gaußig am 1. Januar 1999 wurde der Name in Doberschau-Gaußig geändert.

## Bevölkerung

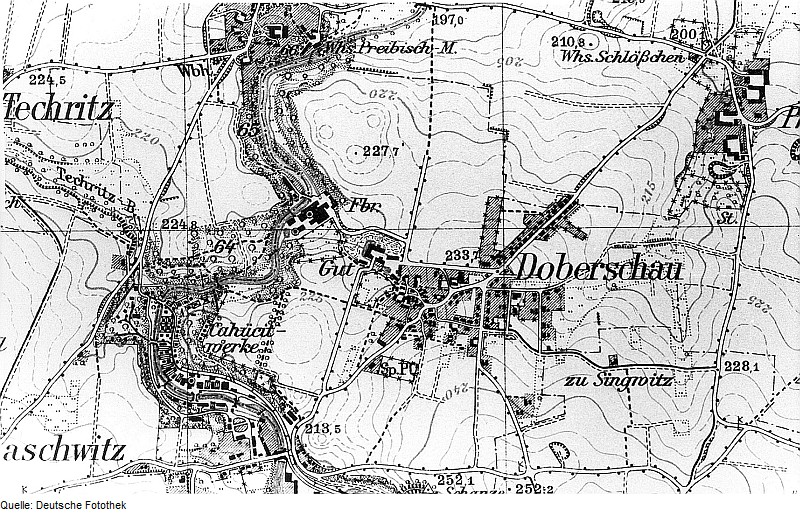
Doberschau auf dem Messtischblatt von 1933

Noch 1834 war Doberschau mit 134 Einwohnern ein relativ kleines sorbisches Dorf im Bautzener Umland. In der zweiten Hälfte des 19. Jahrhunderts erlebte der Ort jedoch aufgrund seiner günstigen Lage an der Spree und der damit verbundenen Industrialisierung eine rasante Bevölkerungszunahme. So hatte er 1871 schon 251 Einwohner, 1890 446 und in den nächsten zwanzig Jahren verdoppelte sich die Einwohnerzahl auf 909. Hatte Arnošt Muka in den 1880er Jahren unter 358 Einwohnern noch 260 Sorben (73 %) und lediglich 98 Deutsche gezählt, waren die Neuankömmlinge überwiegend deutsche Industriearbeiter. So verschwand die sorbische Sprache in Doberschau in der ersten Hälfte des 20. Jahrhunderts weitgehend aus dem Alltag, sodass Ernst Tschernik 1956 einen sorbischsprachigen Bevölkerungsanteil von nur noch 10 % zählte.
Im Jahre 1925 hatte Doberschau bereits 1036 Einwohner und war damit einer der größten Orte im Landkreis Bautzen. Bis etwa 1960 ging das Bevölkerungswachstum weiter; der Ort hatte zeitweise fast 1500 Bewohner. Diese Zahl ist in den letzten 50 Jahren, besonders nach 1990, jedoch trotz weiteren Ortsausbaus wieder deutlich zurückgegangen.
Der überwiegende Teil der gläubigen Bevölkerung ist evangelisch-lutherischer Konfession.

## Wirtschaft und Infrastruktur
Im gesamten Doberschauer Spreebogen siedelten sich seit dem 19. Jahrhundert Industriebetriebe an. Die größten unter ihnen waren die Königlichen Pulver Fabriken und jeweils eine Papierfabrik am Standort der alten Doberschauer Mühle bzw. bei der Schanze. Die Pulverfabriken wurden bis zum Ersten Weltkrieg deutlich ausgebaut. In ihrer Tradition steht das noch heute betriebene Sprengstoffwerk Gnaschwitz an selber Stelle. Am Platz der ehemaligen Dorfmühle befinden sich heute die Werksgebäude der Boryszew Formenbau Deutschland GmbH (ehemals  WEDO Formenbau und Kunststoffverarbeitung GmbH). Bis zur Schließung des Werks am 30. November 2024 war dies mit bis zu 170 Mitarbeitern der größte im Ort ansässige Betrieb.
Doberschau liegt unweit des Kreiszentrums Bautzen und ist verkehrstechnisch gut angebunden. Die Anschlussstelle Salzenforst der A4 (Dresden-Görlitz) ist etwa acht Kilometer entfernt und würde durch den geplanten Weiterbau der Bautzener Südumfahrung (S 106) direkt von Doberschau aus in wenigen Minuten erreichbar sein.

## Sehenswürdigkeiten
Aufgrund der kompletten Umgestaltung des alten Dorfes in den letzten 150 Jahren bietet der Ort kaum architektonische oder kulturelle Sehenswürdigkeiten. Landschaftlich reizvoll für Radfahrer, Wanderer etc. ist allerdings das tiefe Spreetal, welches direkt an Doberschau vorbeiführt. Der Spreeradweg und der Fernwanderweg Lausitzer Schlange führen durch den Ort.

## Persönlichkeiten
- Julius Gottlob von Nostitz und Jänkendorf (1797–1870), Großgrundbesitzer, Mitglied des Sächsischen Landtags
- Marie Simon (1824–1877), Krankenpflegerin, geboren in Doberschau
- Joachim Helas (* 1950), Fußballspieler